# Juan Miguel Seminario
Pour les articles homonymes, voir Seminario et Rojas.
Juan Miguel Seminario de Rojas est un chroniqueur et académicien navarrais.
Il devient membre d'Euskaltzaindia ou Académie de la langue basque le 25 mars 1949 à la place d'Eladio Esparza.